# Ctenophorus fordi
Ctenophorus fordi är en ödleart som beskrevs av  Storr 1965. Ctenophorus fordi ingår i släktet Ctenophorus och familjen agamer. Inga underarter finns listade i Catalogue of Life.